# Olios longipedes
Olios longipedes är en spindelart som beskrevs av Roewer 1951. Olios longipedes ingår i släktet Olios och familjen jättekrabbspindlar.
Artens utbredningsområde är Sudan. Inga underarter finns listade i Catalogue of Life.